# Piccole francescane di Maria
Le Piccole Francescane di Maria (in francese Petites Franciscaines de Marie; sigla P.F.M.) sono un istituto religioso femminile di diritto pontificio.

## Storia

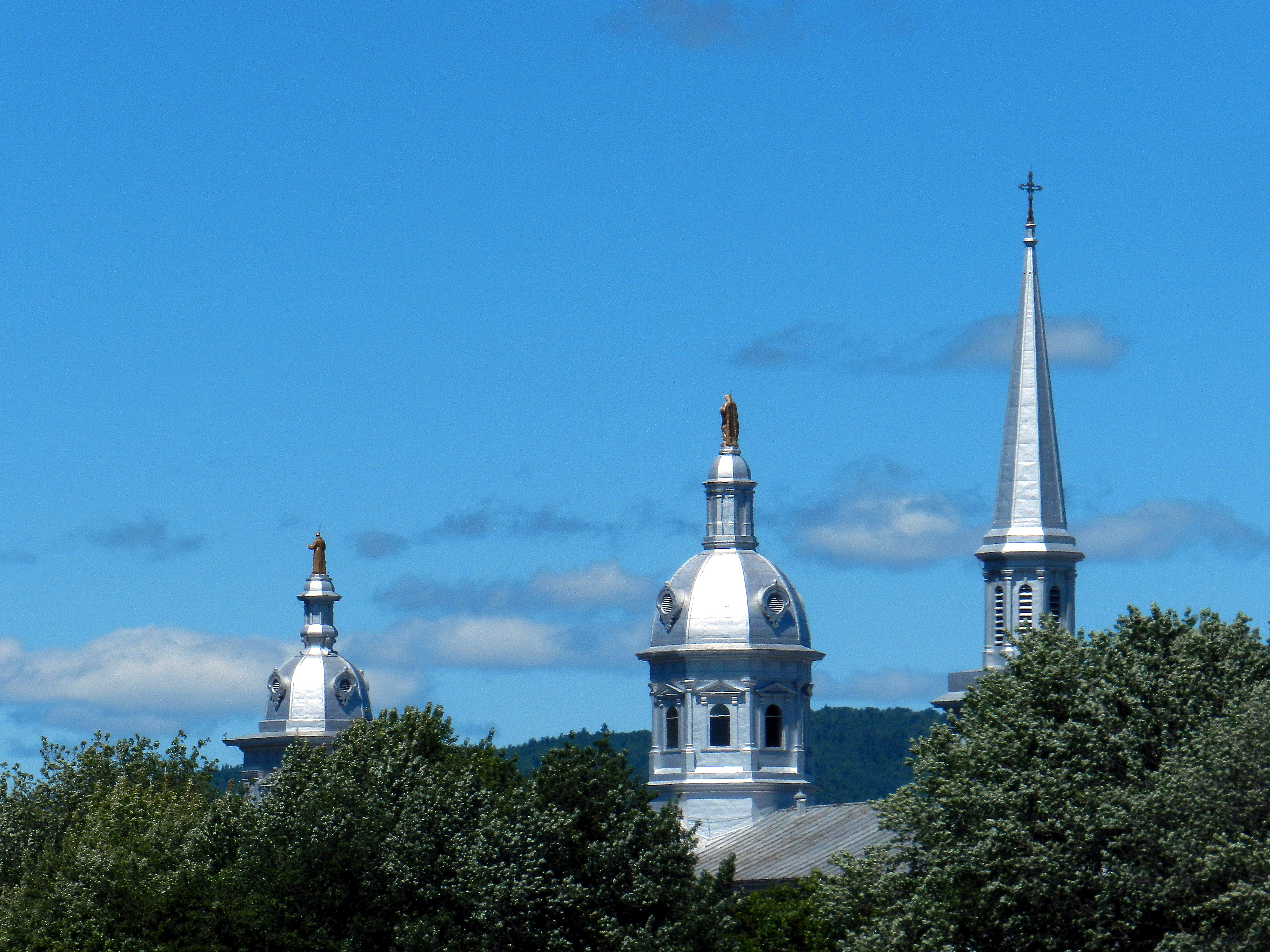
Il convento di Baie-Saint-Paul

La congregazione sorse il 12 agosto 1889 a Worcester, in Massachusetts, a opera del sacerdote Joseph Brouillet, parroco di Notre-Dame-des-Canadiens: preoccupato per la situazione dei bambini abbandonati, insieme con due terziarie secolari francescane di Manchaug aprì un orfanotrofio e, per assicurare la sopravvivenza dell'istituto, pensò di fondare una congregazione di suore e diede l'abito religioso alle due terziarie, che presero il nome di Oblate di San Francesco di Assisi.
Poiché Brouillet non aveva osservato le norme canoniche per la fondazione dell'istituto, il vescovo di Springfield, Patrick Thomas O'Reilly, rifiutò l'approvazione alla comunità e sottrasse le oblate alla guida del sacerdote. ma consentì alle religiose di continuare la loro opera: le suore accettarono l'invito del sacerdote Ambroise-Martial Fafard, parroco di Baie-Saint-Paul, ad assumere la direzione di una casa per anziani e malati mentali nella sua città e si trasferirono, quindi, in Canada.
Fafard divenne il vero fondatore della congregazione e il 18 febbraio 1892 ne ottenne l'erezione canonica da parte di Louis Nazaire Bégin, vescovo di Chicoutimi. La prima professione religiosa fu emessa da parte delle prime undici suore il 15 gennaio 1893.
L'istituto, aggregato all'ordine dei frati minori dal 7 ottobre 1904, ricevette il pontificio decreto di lode il 25 aprile 1949 e le sue costituzioni furono approvate definitivamente il 12 maggio 1958.

## Attività e diffusione
Le suore si dedicano all'insegnamento e alle opere di carità in favore di orfani, malati e anziani.
Sono presenti in Canada e negli Stati Uniti d'America; la sede generalizia è a Baie-Saint-Paul.
Alla fine del 2015 l'istituto contava 137 religiose in 12 case.